# Індія на літніх Олімпійських іграх 2012
Індія на літніх Олімпійських іграх  2012 була представлена 83  спортсменами у 13 видах спорту.

## Медалісти
| Медаль | Спортсмени    | Вид спорту        | Дисципліна                            | Дата      |
| ------ | ------------- | ----------------- | ------------------------------------- | --------- |
| Срібло | Віджей Кумар  | Стрілецький спорт | швидкісний пістолет, 25 м, чоловіки   | 3 серпня  |
| Срібло | Сушіл Кумар   | Боротьба          | вільна, чоловіки, до 66 кг            | 12 серпня |
| Бронза | Гаган Наранг  | Стрілецький спорт | пневматична гвинтівка, 10 м, чоловіки | 30 липня  |
| Бронза | Саїна Невал   | Бадмінтон         | жінки, одиночний розряд               | 4 серпня  |
| Бронза | Мері Ком      | Бокс              | жінки, надлегка вага                  | 8 серпня  |
| Бронза | Йогешвар Дутт | Боротьба          | вільна, чоловіки, до 60 кг            | 11 серпня |

## Академічне веслування
Чоловіки
| Спортсмени                 | Дисципліна               | Відбіркові заїзди | Відбіркові заїзди | Втішний заїзд | Втішний заїзд | Чвертьфінали | Чвертьфінали | Півфінали | Півфінали | Фінал   | Фінал |
| Спортсмени                 | Дисципліна               | Час               | Місце             | Час           | Місце         | Час          | Місце        | Час       | Місце     | Час     | Місце |
| -------------------------- | ------------------------ | ----------------- | ----------------- | ------------- | ------------- | ------------ | ------------ | --------- | --------- | ------- | ----- |
| Саварн Сінгх               | Одиночки                 | 6:54.04           | 4                 | 7:00:49       | 1             | 7:11.59      | 4            | 7:36.25   | 2         | 7:29.66 | 16    |
| Сандіп Кумар Манджит Сінгх | Парні двійки, легка вага | 6:56.60           | 4                 | 6:54.20       | 6             | Н/Д          | Н/Д          | 7:19.31   | 4         | 7:08.39 | 19    |